# Hala Królowa

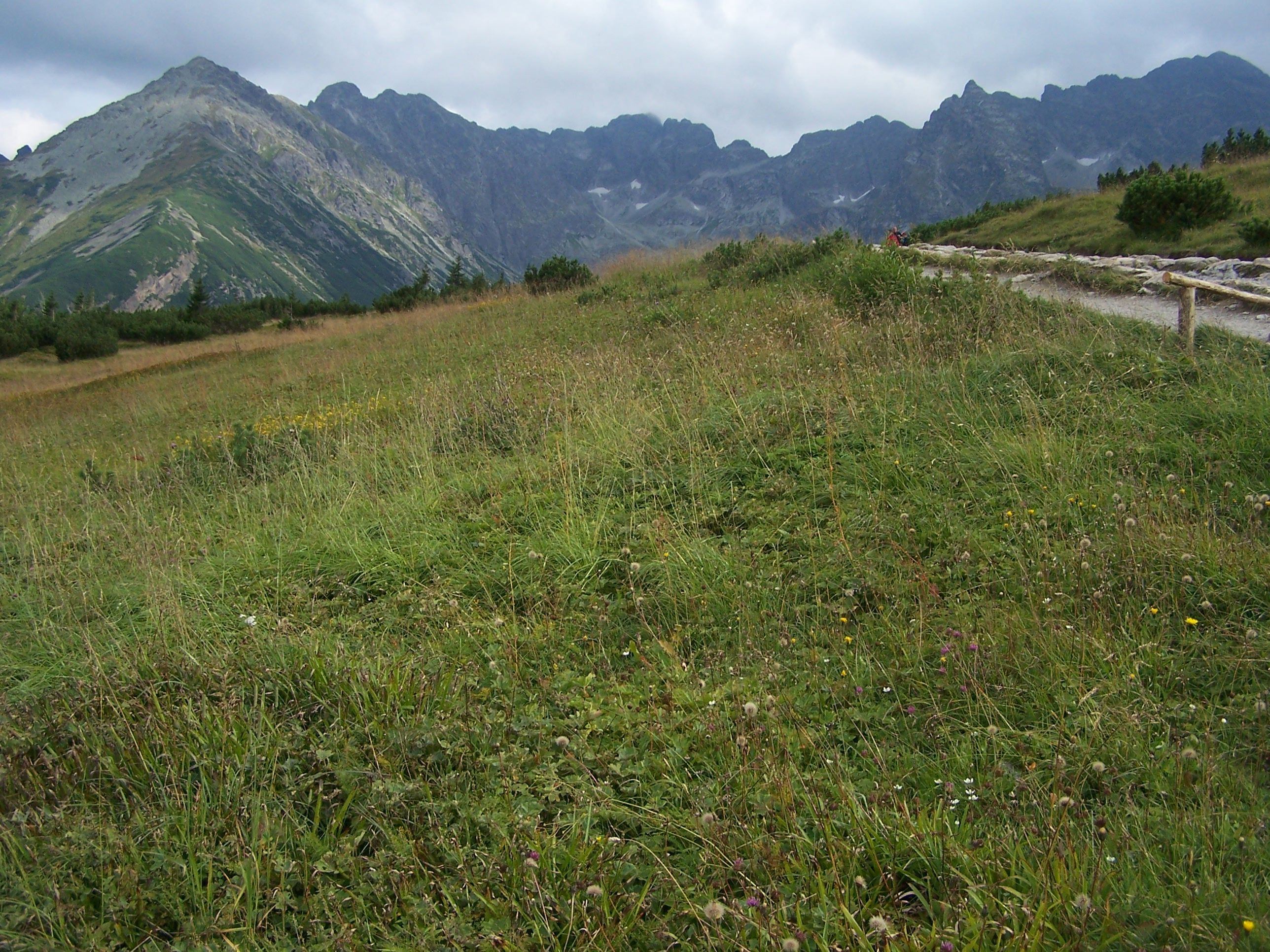
Królowa Rówień i panorama Tatr. Najbliżej Żółta Turnia, za nią Granaty, Kozi Wierch, Mały Kozi Wierch, Świnica

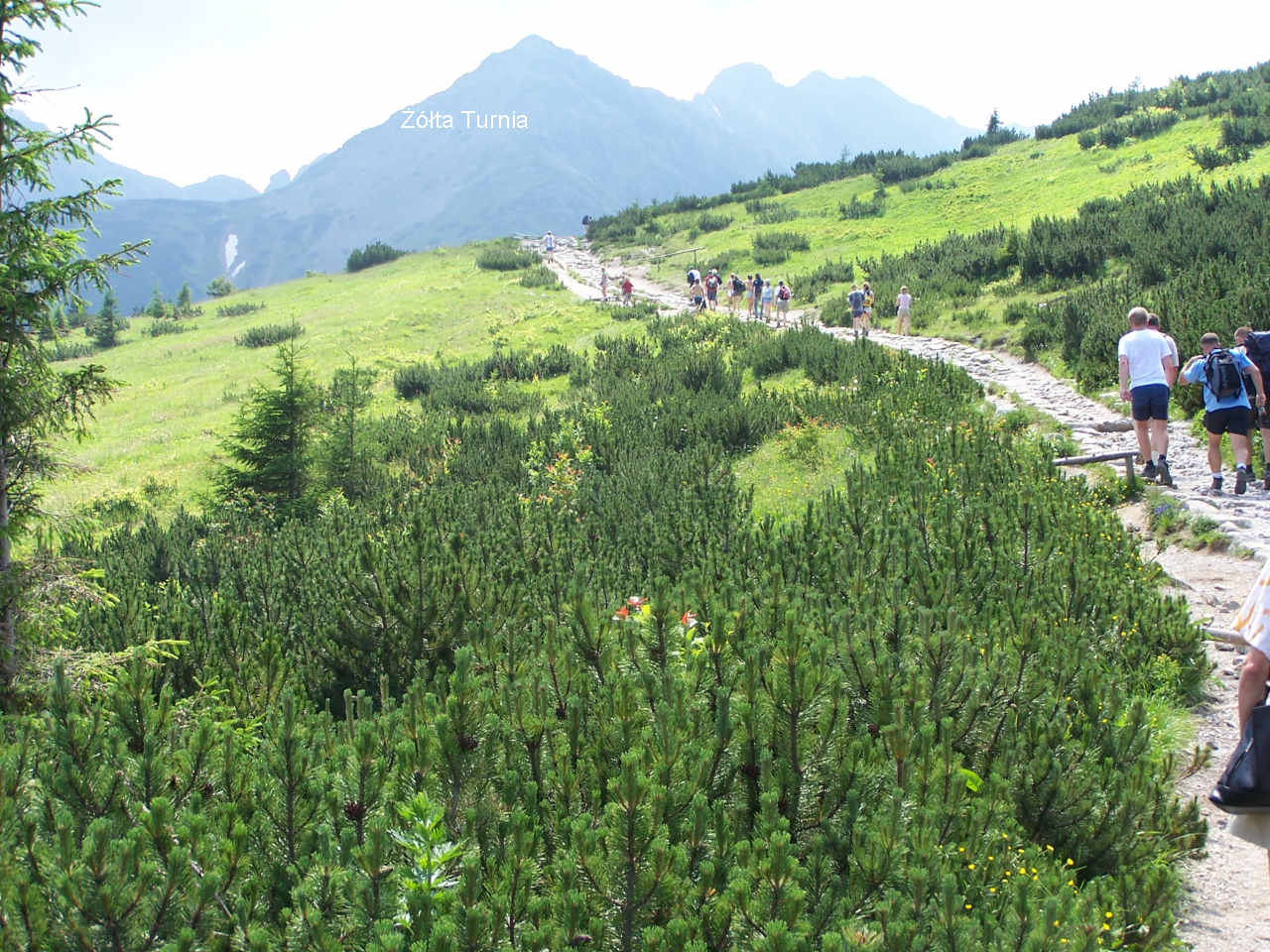
Zarastające kosodrzewiną tereny dawnej hali

Hala Królowa – historyczna już nazwa tatrzańskiej hali składającej się z dwóch części: Niżniej i Wyżniej. Nazwa pochodzi od dawnych właścicieli o nazwisku Król. Niżnia Hala znajdowała się bezpośrednio nad Doliną Olczyską, Wyżnia na styku Doliny Olczyskiej z Doliną Gąsienicową. Na Niżniej znajdowała się dawniej Królowa Polana z szałasami, na Wyżniej Królowa Rówień i Królowe Rówienki. Dawniej były to tereny pasterskie obejmujące także obszar Wielkiej Kopy Królowej, Kopy Magury i część zboczy Uhrocia Kasprowego. Łącznie był to obszar ok. 91 ha i użytkowany był przez górali z Zakopanego i Murzasichla. Właściwe pastwiska stanowiły 15 ha, reszta to halizny (47,5 ha), lasy (3,45 ha) i kosodrzewina (24,9 ha). Ponadto powierzchnia serwitutów wynosiła 118,78 ha. W 1961 r. wypasano na hali 286 owiec. Przez pierwsze dwa, trzy tygodnie lata wypasano na Hali Niżniej, potem przenoszono się na Halę Wyżnią, wypasając też okoliczne góry i to pod sam szczyt, tak, że wskutek nadmiernego wypasu ich stoki uległy erozji, zmieniając się w nieużytek. Cenne przyrodniczo stoki Kopy Magury ulegały zniszczeniu. Na hali Wyżniej zupełnie brak wody, jej trawa cechowała się też bardzo słabym odrostem. Po włączeniu tego obszaru do TPN i zlikwidowaniu na nim wypasu zarósł on w większości kosodrzewiną z domieszką wierzby śląskiej. Ciekawa flora. M.in. stwierdzono tutaj występowanie goryczuszki lodnikowej – bardzo rzadkiej rośliny, w Polsce występującej tylko w Tatrach i to w nielicznych tylko miejscach (ok. 10 w całych polskich Tatrach).

## Szlaki turystyczne
– szlak niebieski z Kuźnic przez Boczań, Skupniów Upłaz i Przełęcz między Kopami do "Murowańca". Czas przejścia: 2 h, ↓ 1:35 h
 – w sezonie zimowym z Kasprowego Wierchu przez Rówień Królową, Dolinę Olczyską i Nosalową Przełęcz prowadzi nartostrada do Kuźnic.